# Gerhard Otto

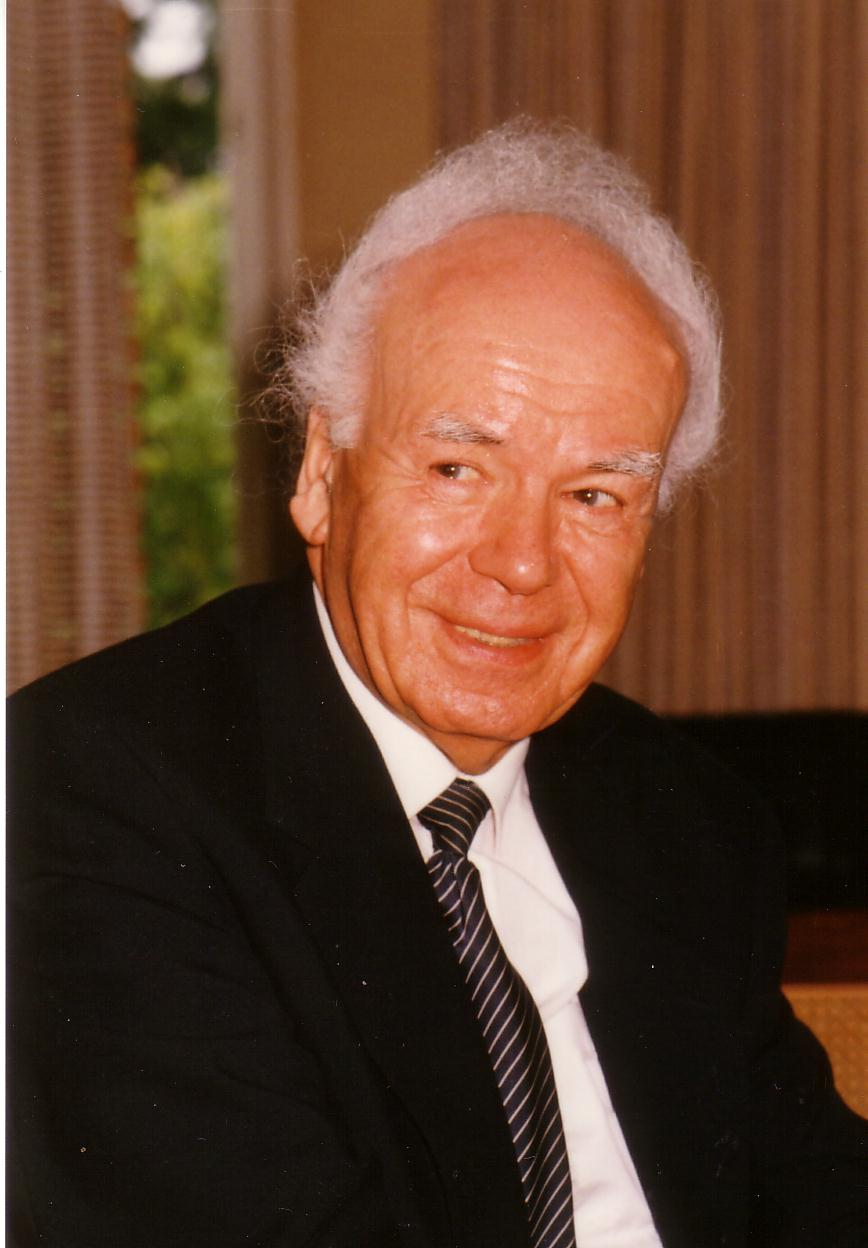
Gerhard Otto

Gerhard Otto (* 21. März 1914 in Dresden; † 23. November 1992 in Hamburg) war ein deutscher Flötist.

## Leben und Werk
Gerhard Otto studierte schon als Schüler von 1928 bis 1932 Flöte, Klavier und Musiktheorie am Vogt’schen Konservatorium, dem Vorläufer der heutigen Hochschule für Musik und Theater Hamburg.  Er hatte u. a. Unterricht bei Hans Brinckmann und Ferdinand Pfohl.
Sein erstes Engagement trat er bereits mit 18 Jahren 1932 an der Schilleroper im damals noch selbstständigen Altona an.
1934 verpflichtete ihn Eugen Jochum an das Philharmonische Staatsorchester Hamburg. Gerhard Otto wurde im Zweiten Weltkrieg von 1939 bis 1944 für die Bayreuther Festspiele freigestellt, wo er auch unter Wilhelm Furtwängler spielte.
1950 holte ihn Hans Schmidt-Isserstedt als Ersten und Soloflötisten in sein neu gegründetes NWDR-Sinfonieorchesters. Diesem gehörte er als Konzertmeister und Kammermusiker bis zu seiner Pensionierung 1979 an.
Sein von allen Kritikern hervorgehobener voller Flötenton („der wunderbar weiche, edelgerundete Ton,“ „einen Ton, der bis in die höchsten Lagen weich und doch fest, ausdrucksvoll und dynamisch bleibt“, „Töne von faszinierender Leuchtkraft“), sein stilsicheres und technisch brillantes Spiel stand ganz im Dienst des Werkes und des Orchesterklanges. Gerhard Otto musizierte unter den modernen Komponisten Benjamin Britten, Paul Hindemith und Jean Sibelius und war von ihnen  wie auch von den international renommierten Gastdirigenten (etwa Erich Kleiber, Otto Klemperer, Eugene Ormandy) hoch geschätzt. Herbert von Karajan nannte ihn „Poet unter den Flötisten“ (siehe Zitat unten). 
Im  Hamburger Konservatorium in Blankenese unterrichtete Gerhard Otto von 1950 bis 1990 die Meisterschüler in Querflöte, für die er 1980–84 ein Solobuch für Flöte in drei Bänden herausgab.
Regelmäßige Solokonzerte festigten seinen Ruf. Besonders verdient machte sich Gerhard Otto als Interpret  moderner französischer Flötenmusik  besonders von Jean Françaix, Jacques Ibert und  Olivier Messiaen. 
2004 wies das Archiv des Norddeutschen Rundfunks 212 Mitschnitte von Musikstücken auf, in denen er solistisch mitwirkte.

## Zitat
Herbert von Karajan schrieb am 16. September 1959 an Gerhard Otto (nach dem Original des Briefes im Besitz der Erben):
„Wenn ich Ihnen einen Namen geben müsste würde ich sagen: Sie sind der Poët unter den Flötisten und ein Meister in der Erfassung all der verborgenen Spannungen die in der Musik eingeschlossen sind. Acht Takte Ihres ersten Solos im 3. Satz der Walton Sinfonie geben und sagen mehr aus als man noch in dem ganzen Satz zu geben vermöchte: Und das ist Kunst im edelsten Sinne und dafür danke ich Ihnen aus ganzem Herzen  Ihr Herbert von Karajan“